# Clanes (serie de televisión)
Clanes es una serie de televisión por internet española de thriller y drama romántico creada y escrita por Jorge Guerricaechevarría y dirigida por Roger Gual para Netflix. Está producida por Vaca Films y está protagonizada por Clara Lago y Tamar Novas. Se estrenó el 21 de junio de 2024.

## Trama
Ana (Clara Lago) es una abogada que llega al pequeño pueblo de Cambados, Galicia para establecerse. Su presencia no pasa desapercibida para nadie, especialmente para Daniel (Tamar Novas), hijo de un importante narcotraficante y cabeza visible del «clan de los Padín», mientras el padre permanece en prisión. Ana, con amplia experiencia en uno de los mejores bufetes de Madrid, ha decidido empezar de cero en Cambados con la intención de saldar cuentas con su pasado.

## Reparto

### Principal
- Clara Lago como Ana González Soriano
- Tamar Novas como Daniel Padín
- Xosé Antonio Touriñán como Nilo
- Melania Cruz como Laura Silva Figaredo
- Francesc Garrido como Naranjo
- Miguel de Lira como José Padín
- Nuno Gallego como Marco
- Tomás del Estal como Nazario
- Diego Anido como Samuel
- Chechu Salgado como Toño el canoso
- Marta Costa como María
- Monti Castiñeiras como Silva
- Cris Iglesias como Torres
- Pepo Suevos
- Xose Esperante como Muñiz
- Marisol Membrillo como Teresa Soriano
- Alicia Armenteros como Rosa
- Marta Torné como Marta
- Lucía Veiga como Natalia
- Xerardo Salgado como Moncho
- Isabel Naveira
- Tito Refoxo  como Cañizo
- Pablo Vázquez como Carmelo
- Roque Ruiz como Martos
- Julius Cotter como Sandro
- Gonzalo Uriarte como Amado
- María Pujalte como Berta Figaredo

## Episodios
| N.º | Título       | Dirigido por     | Escrito por              | Fecha de lanzamiento original |
| --- | ------------ | ---------------- | ------------------------ | ----------------------------- |
| 1 | «Episodio 1» | Roger Gual       | Jorge Guerricaechevarría | 21 de junio de 2024           |
| Cuando matan a su padre, Ana se traslada a Galicia para investigar su pasado por su cuenta. Pronto conoce a Daniel, el heredero de un emporio de la droga.                 |              |                  |                          |                               |
| 2 | «Episodio 2» | Roger Gual       | Jorge Guerricaechevarría | 21 de junio de 2024           |
| Los Padín quieren mantener a Marco al margen del negocio. Tras llegar a un acuerdo con Daniel, Ana empieza a investigar sus múltiples empresas turbias.                    |              |                  |                          |                               |
| 3 | «Episodio 3» | Roger Gual       | Jorge Guerricaechevarría | 21 de junio de 2024           |
| Durante un lujoso viaje de negocios con Daniel, Ana tiene un áspero encuentro con José Padín. La relación de Marco y María suscita preocupación entre el clan.             |              |                  |                          |                               |
| 4 | «Episodio 4» | Javier Rodríguez | Jorge Guerricaechevarría | 21 de junio de 2024           |
| La liberación de Samuel intensifica las tensiones y redobla la investigación policial. Ana ayuda en la siguiente operación del clan sin perder de vista su plan inicial.   |              |                  |                          |                               |
| 5 | «Episodio 5» | Javier Rodríguez | Jorge Guerricaechevarría | 21 de junio de 2024           |
| José Padín vuelve al candelero por accidente. Un tiroteo pone el pueblo patas arriba y obliga a Ana a emprender una misión en nombre de Daniel.                            |              |                  |                          |                               |
| 6 | «Episodio 6» | Roger Gual       | Jorge Guerricaechevarría | 21 de junio de 2024           |
| Mientras Daniel incluye a Ana en sus planes de futuro, Nazario hurga en el pasado de la abogada. Los Padin descubren que hay un soplón entre sus filas.                    |              |                  |                          |                               |
| 7 | «Episodio 7» | Roger Gual       | Jorge Guerricaechevarría | 21 de junio de 2024           |
| Todo está listo para la gran operación. Los secretos siguen aflorando y el pánico se apodera de Ana en un intento de alertar a Daniel... antes de que sea demasiado tarde. |              |                  |                          |                               |

## Producción
El 23 de mayo de 2023, Netflix anunció que había comenzado el rodaje de una nueva serie española sobre narcotráfico, titulada Clanes, la cual estaría creada y escrita por Jorge Guerricaechevarría, dirigida por Roger Gual, protagonizada por Clara Lago y Tamar Novas y producida por Vaca Films. El rodaje de la serie tuvo lugar en diversas localizaciones de Galicia, Málaga, Gibraltar, Algeciras, Madrid, Oporto y Senegal.

## Lanzamiento y marketing
El 6 de mayo de 2024, Netflix lanzó el teaser de Clanes y programó su estreno para el 21 de junio de 2024. El 4 de junio de 2024, Netflix lanzó el tráiler de la serie.